# Doyen de Leicester

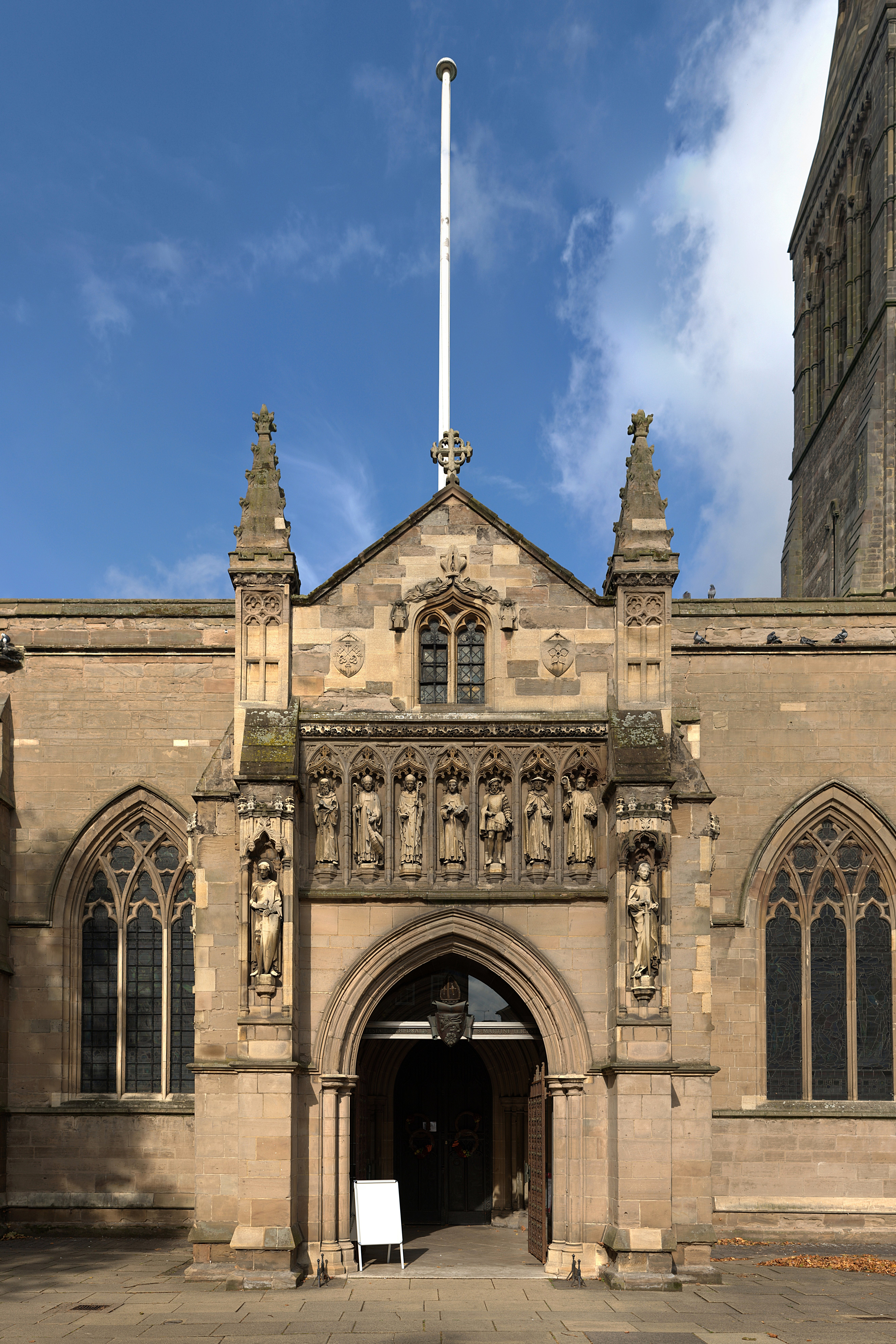
Cathédrale de Leicester

Le doyen de Leicester (Dean of Leicester en anglais) est le président primus inter pares du chapitre de chanoines qui dirige la cathédrale Saint-Martin de Leicester (Cathedral Church of Saint Martin). La cathédrale est l'église mère du diocèse de Leicester et le siège de l'évêque de Leicester. Le doyen actuel est David Monteith.

## Liste des doyens

### Provosts
- 1927–1934 Frederick MacNutt (aussi Archidiacre de Leicester, 1921–1938)
- 1938–1954 Herbert Jones (devenu Doyen de Manchester, 1954}
- 1954–1958 Mervyn Armstrong (devenu Évêque de Jarrow, 1958}
- 1958–1963 Richard Mayston
- 1963–1978 John Hughes
- 1978–1992 Alan Warren
- 1992–1999 Derek Hole
- 2000–2002 Vivienne Faull (devenu Doyen)

### Doyens
- 2002–2012 Vivienne Faull[1]
- 2012-2013 Barry Naylor (Doyen intérimaire)[2]
- 2013-present David Monteith [3]